# Kian Egan
Kian John Francis Egan (Sligo, 29 de abril de 1980) é um músico irlandês e integrante da boy band Westlife. Desde 2012, ele é um dos técnicos do programa The Voice of Ireland. 

## Biografia
Kian fez parte de um grupo pop chamado IOYOU (ou I.O.U) com os colegas de Westlife Mark Feehily e Shane Filan, bem como Graham Keighron, Michael "Miggles" Garrett e Derrick Lacey. E por volta dos 19 anos começou sua carreira profissional com o Westlife.
Ganhou o prêmio de "Melhor Corte de Cabelo" (Best Hair Cut) da Smash Hits Poll Winners Party de 2000.
Em 2010, Kian começou a gerenciar uma girl group chamada Wonderland (uma das integrantes foi Jodi Albert, sua esposa) junto com o empresário Louis Walsh. O álbum de estreia alcançou o número 6 na Irish Albums Chart e número 8 na UK Albums Chart, no entanto, apenas quatro meses depois, eles saíram da Mercury Records e o grupo terminou no ano seguinte.
Kian é um dos técnicos no talent show The Voice of Ireland, o The Voice irlandês.  Ele também participou da 13ª temporada do reality show I'm a Celebrity...Get Me Out of Here! e foi coroado Rei da Selva (King of the Jungle). 
Foi anunciado em janeiro de 2014 que Kian tinha assinado com a Rhino Records da Warner Music Group e seu álbum de estreia Home foi lançado em 14 de março, na Irlanda, e 17 de março no Reino Unido. Seu single de estreia "Home" é uma cover da banda Daughtry.

## Vida pessoal
Kian nasceu em 29 de abril de 1980 de Patricia e Kevin Egan e tem sete irmãos. Estudou na escola católica secundária "Summerhill College" (College of the Immaculate Conception) junto com o Shane e o Mark e interpretou o personagem Kenickie de Grease no teatro da escola (na mesma peça estavam também Shane e Mark, que conhece desde criança).
Toca vários instrumentos, como piano e violão (está qualificado para ensinar). Ele torce para o Liverpool, junto com Mark e Shane. Em uma entrevista ao jornal Irish Times, Kian disse que pratica surfe há 6 anos. 
Kian fez parte da banda de punk rock chamada Skrod formada em Sligo.
Sua prima, Gillian Walsh é casada com o seu companheiro no Westlife Shane Filan. Kian casou-se com a atriz e cantora Jodi Albert em 9 de maio de 2009 nos Barbados. Eles namoraram durante quatro anos antes de ficarem noivos no natal de 2008. O pai de Kian foi incapaz de comparecer ao casamento após ser diagnosticado com um tumor cerebral e morreu pouco tempo depois.
Em 31 de julho de 2011, Kian e Jodi Albert anunciaram pelo Twitter que estavam esperando seu primeiro filho. Kian anunciou o nascimento do filho Koa no Twitter em 20 de dezembro de 2011. A família vive em Strandhill, Condado de Sligo. Em 15 de novembro de 2014, o casal anunciou que estava esperando seu segundo filho na primavera. Em 21 de maio de 2015, Egan e sua esposa receberam um segundo filho, Zekey.

## Discografia

### Álbum de estúdio
- Home (2014)

### Singles
- "Home"
- "I'll Be"

## Composições
Egan co-escreveu algumas músicas em parceria com os outros membros do grupo e também com Brian McFadden quando fazia parte do grupo.
- "Nothing Is Impossible"
- "Don't Let Me Go"
- "When You Come Around"
- "Imaginary Diva"
- "Reason For Living"
- "Crying Girl"
- "You Don't Know"
- "Never Knew I Was Losing You"
- "Where We Belong"
- "Singing Forever"
- "I Won't Let You Down"
- "You See Friends (I See Lovers)"
- "I'm Missing Loving You"
- "Closer"
- "Too Hard To Say Goodbye"

## Filmografia

### Televisão
| Título                                                | Ano           | Como                    |
| ----------------------------------------------------- | ------------- | ----------------------- |
| Louis Walsh & Kian Egan's Next Big Thing - Wonderland | 2010          | Co-estrela              |
| The Voice of Ireland                                  | 2012-presente | Técnico e jurado        |
| This Morning                                          | 2012-14       | Apresentador e repórter |
| Surprise Surprise                                     | 2012          | Repórter                |
| I'm a Celebrity...Get Me Out of Here!                 | 2013          | Participante            |
| Fat Pets: Slimmer of the Year                         | 2015          | Apresentador            |